# Simetría bilateral

Simetría bilateral en el ser humano.

En biología, se dice que la simetría es la distribución equilibrada en el cuerpo de los organismos de aquellas partes que aparecen duplicadas. Los planos corporales de la mayoría de organismos pluricelulares exhiben alguna forma de simetría, bien sea simetría radial o simetría bilateral. Una pequeña minoría no presenta ningún tipo de simetría (son asimétricos). 
La simetría bilateral (también conocida como simetría planar) se define por la existencia de un único plano, llamado plano sagital, que divide el cuerpo de un organismo en aproximadamente dos mitades especularmente idénticas, llamadas mitad izquierda y mitad derecha, si el eje corporal pertenece al plano de simetría. Un plano perpendicular al sagital, llamado plano frontal separa una mitad dorsal de otra ventral.

## Animales
La mayoría de especies animales tiene simetría bilateral y pertenece por tanto al grupo Bilateria, aunque hay especies como los erizos de mar y las estrellas de mar que presentan simetría pentarradial secundaria derivada de la bilateral (las fases de desarrollo tempranas y las larvas poseen simetría bilateral que posteriormente se pierde en el adulto).
La simetría bilateral permite la definición de un eje corporal en la dirección del movimiento, lo que favorece la formación de un sistema nervioso centralizado y la cefalización. La simetría radial es una de las cuatro ramas en la clasificación de la animalia de Georges Cuvier. La simetría bilateral fue uno de los pasos fundamentales en la génesis de los vertebrados.

## Plantas
Flores como las orquídeas presentan simetría bilateral. Las hojas de la mayoría de las plantas son también bilaterales.